# اتحاد جماهیر شوروی در المپیک
اتحاد جماهیر شوروی اولین بار در المپیک سال ۱۹۵۲ شرکت کرد و پس از آن ۱۸ بار در بازی‌های تابستانی و زمستانی به رقابت پرداخت. تیم شوروی در شش دوره از نه دوره حضور خود در بازی‌های المپیک تابستانی، از نظر تعداد کل مدال‌های طلای کسب شده رتبه اول و سه دوره رتبه دوم را کسب کرد و به بزرگترین رقیب سلطه ایالات متحده در بازی‌های تابستانی تبدیل شد. به همین ترتیب، این تیم در نه حضور خود در بازی‌های المپیک زمستانی، هفت بار در رتبه اول تعداد مدال طلا و دو بار در رتبه دوم قرار گرفت. موفقیت اتحاد جماهیر شوروی را می‌توان به سرمایه‌گذاری سنگین دولتی در ورزش برای دستیابی به اهداف سیاسی خود در صحنه بین‌المللی نسبت داد. 
پس از انقلاب روسیه در نوامبر ۱۹۱۷ و جنگ داخلی روسیه (۱۹۱۷-۱۹۲۲)، اتحاد جماهیر شوروی به دلایل ایدئولوژیک در رویدادهای ورزشی بین‌المللی شرکت نکرد؛  با این حال، پس از جنگ جهانی دوم (۱۹۳۹-۱۹۴۵)، پیروزی در بازی‌های المپیک توسط مقامات و رهبران شوروی به عنوان روشی مفید برای ترویج کمونیسم پنداشته شد.  کمیته المپیک اتحاد جماهیر شوروی در ۲۱ آوریل ۱۹۵۱ تشکیل شد و کمیته بین‌المللی المپیک این نهاد جدید را در چهل و پنجمین جلسه خود (۷ مه ۱۹۵۱) به رسمیت شناخت. در همان سال، هنگامی که نماینده شوروی، کنستانتین آندریانوف، به عضویت کمیته درآمد، اتحاد جماهیر شوروی رسماً به المپیک پیوست.
المپیک تابستانی ۱۹۵۲ در هلسینکی به اولین دوره بازی‌های المپیک برای ورزشکاران شوروی تبدیل شد. در ۲۰ ژوئیه ۱۹۵۲، نینا روماشکووا اولین مدال طلای المپیک را در تاریخ ورزش شوروی در رشته پرتاب دیسک زنان به دست آورد. نتیجه روماشکووا در این ماده (۵۱.۴۲ متر) رکورد جدید المپیک در آن زمان بود.
المپیک زمستانی ۱۹۵۶ در کورتینا دامپتزو اولین دوره بازی‌های المپیک زمستانی برای ورزشکاران شوروی بود. در آنجا، لیوبوف کوزیروا اولین مدال طلای المپیک زمستانی را در تاریخ ورزش شوروی در رشته اسکی صحرانوردی زنان (ماده ده کیلومتر) بدست آورد.
اتحاد جماهیر شوروی میزبان المپیک تابستانی ۱۹۸۰ در مسکو شد. ایالات متحده و بسیاری از کشورهای دیگر در اعتراض به حمله شوروی به افغانستان، این بازی‌ها را تحریم کردند؛ اتحاد جماهیر شوروی هم در پاسخ رهبری تحریم بازی‌های ۱۹۸۴ در لس‌آنجلس را بر عهده داشت.
اگرچه اتحاد جماهیر شوروی در ۲۶ دسامبر ۱۹۹۱ از هم پاشید، اما کمیته المپیک اتحاد جماهیر شوروی رسماً تا انحلال در ۱۲ مارس ۱۹۹۲ وجود داشت. 
در سال ۱۹۹۲، ۷ کشور از ۱۵ جمهوری شوروی سابق به عنوان یک تیم متحد و زیر پرچم المپیک در المپیک زمستانی شرکت کردند و در رتبه‌بندی مدال‌ها دوم شدند. تیم متحد همچنین در المپیک تابستانی ۱۹۹۲ در اواخر سال (با نمایندگی ۱۲ کشور از ۱۵ جمهوری سابق) شرکت کرد و در رتبه‌بندی مدال‌ها در آن بازی‌ها مقام اول را کسب کرد.

## میزبانی
اتحاد جماهیر شوروی یک بار میزبان المپیک بوده است.
| بازی‌ها               | شهر میزبان                             | خرما             | ملت‌ها | شرکت‌کنندگان | رویدادها |
| -------------------- | -------------------------------------- | ---------------- | ----- | ----------- | -------- |
| المپیک تابستانی ۱۹۸۰ | مسکو ، جمهوری فدراتیو سوسیالیستی روسیه | ۱۹ ژوئیه – ۳ اوت | ۸۰    | ۵,۱۷۹       | ۲۰۳      |

### پیشنهادهای میزبانی ناموفق
| بازی‌ها               | شهر                                    | برنده مناقصه    |
| -------------------- | -------------------------------------- | --------------- |
| المپیک تابستانی ۱۹۷۶ | مسکو ، جمهوری فدراتیو سوسیالیستی روسیه | مونترال, کانادا |

## جدول زمانی
| Date      | Team                  | Team                  | Team                  | Team                  | Team                            | Team                          | Team                                                                                          | Team                                                     |  |
| --------- | --------------------- | --------------------- | --------------------- | --------------------- | ------------------------------- | ----------------------------- | --------------------------------------------------------------------------------------------- | -------------------------------------------------------- |  |
| ۱۹۰۰-۱۹۱۲ | امپراتوری روسیه (RU1) | امپراتوری روسیه (RU1) | امپراتوری روسیه (RU1) | امپراتوری روسیه (RU1) | امپراتوری روسیه (RU1)           | امپراتوری روسیه (RU1)         | امپراتوری روسیه (RU1)                                                                         | امپراتوری روسیه (RU1)                                    |  |
| ۱۹۲۰      | استونی (EST)          |                       |                       |                       |                                 |                               |                                                                                               |                                                          |  |
| ۱۹۲۴-۱۹۳۶ | استونی (EST)          | لتونی (LAT)           | لیتوانی (LTU)         | بخشی از تیم رومانی    |                                 |                               |                                                                                               |                                                          |  |
| ۱۹۵۲-۱۹۸۸ | اتحاد شوروی (URS)     | اتحاد شوروی (URS)     | اتحاد شوروی (URS)     | اتحاد شوروی (URS)     | اتحاد شوروی (URS)               | اتحاد شوروی (URS)             | اتحاد شوروی (URS)                                                                             | اتحاد شوروی (URS)                                        |  |
| ۱۹۹۲      | استونی (EST)          | لتونی (LAT)           | لیتوانی (LTU)         | تیم متحد (EUN)        | تیم متحد (EUN)                  | تیم متحد (EUN)                | تیم متحد (EUN)                                                                                | تیم متحد (EUN)                                           |  |
| ۱۹۹۴      | استونی (EST)          | لتونی (LAT)           | لیتوانی (LTU)         | مولداوی (MDA)         | روسیه (RUS)                     | بلاروس (BLR)                  | ارمنستان (ARM), گرجستان (GEO), قزاقستان (KAZ), قرقیزستان (KGZ), اوکراین (UKR), ازبکستان (UZB) |                                                          |  |
| ۱۹۹۶-۲۰۱۶ | استونی (EST)          | لتونی (LAT)           | لیتوانی (LTU)         | مولداوی (MDA)         | روسیه (RUS)                     | بلاروس (BLR)                  | ارمنستان (ARM), گرجستان (GEO), قزاقستان (KAZ), قرقیزستان (KGZ), اوکراین (UKR), ازبکستان (UZB) | جمهوری آذربایجان (AZE), تاجیکستان (TJK), ترکمنستان (TKM) |  |
| ۲۰۱۸      | استونی (EST)          | لتونی (LAT)           | لیتوانی (LTU)         | مولداوی (MDA)         | ورزشکاران المپیک روسیه (OAR)    | بلاروس (BLR)                  | ارمنستان (ARM), گرجستان (GEO), قزاقستان (KAZ), قرقیزستان (KGZ), اوکراین (UKR), ازبکستان (UZB) | جمهوری آذربایجان (AZE), تاجیکستان (TJK), ترکمنستان (TKM) |  |
| ۲۰۲۰-۲۰۲۲ | استونی (EST)          | لتونی (LAT)           | لیتوانی (LTU)         | مولداوی (MDA)         | Russian Olympic Committee (ROC) | بلاروس (BLR)                  | ارمنستان (ARM), گرجستان (GEO), قزاقستان (KAZ), قرقیزستان (KGZ), اوکراین (UKR), ازبکستان (UZB) | جمهوری آذربایجان (AZE), تاجیکستان (TJK), ترکمنستان (TKM) |  |
| ۲۰۲۴–     | استونی (EST)          | لتونی (LAT)           | لیتوانی (LTU)         | مولداوی (MDA)         | ورزشکاران بی‌طرف انفرادی (AIN)   | ورزشکاران بی‌طرف انفرادی (AIN) | ارمنستان (ARM), گرجستان (GEO), قزاقستان (KAZ), قرقیزستان (KGZ), اوکراین (UKR), ازبکستان (UZB) | جمهوری آذربایجان (AZE), تاجیکستان (TJK), ترکمنستان (TKM) |  |

## جدول مدال‌ها

### مدال‌‌ها در بازی‌های تابستانی
Host country
الگو:Medals table country

### مدال‌ها در بازی‌های زمستانی
الگو:Medals table country

### مدال‌ها در ورزش‌های تابستانی
| Sport             | طلا | نقره | برنز | مجموع |
| ----------------- | --- | ---- | ---- | ----- |
| ژیمناستیک         | ۷۳  | ۶۷   | ۴۴   | ۱۸۴   |
| دو و میدانی       | ۶۴  | ۵۵   | ۷۴   | ۱۹۳   |
| کشتی              | ۶۲  | ۳۱   | ۲۳   | ۱۱۶   |
| وزنه‌برداری        | ۳۹  | ۲۱   | ۲    | ۶۲    |
| قایق‌رانی (ورزش)   | ۲۹  | ۱۳   | ۹    | ۵۱    |
| شمشیربازی         | ۱۸  | ۱۵   | ۱۶   | ۴۹    |
| تیراندازی         | ۱۷  | ۱۵   | ۱۷   | ۴۹    |
| بوکس              | ۱۴  | ۱۹   | ۱۸   | ۵۱    |
| شنا               | ۱۲  | ۲۱   | ۲۶   | ۵۹    |
| روئینگ            | ۱۲  | ۲۰   | ۱۰   | ۴۲    |
| دوچرخه‌سواری       | ۱۱  | ۴    | ۹    | ۲۴    |
| والیبال           | ۷   | ۴    | ۱    | ۱۲    |
| اسب‌سواری          | ۶   | ۵    | ۴    | ۱۵    |
| جودو              | ۵   | ۵    | ۱۳   | ۲۳    |
| پنج‌گانه مدرن      | ۵   | ۵    | ۵    | ۱۵    |
| قایقرانی بادبانی  | ۴   | ۵    | ۳    | ۱۲    |
| شیرجه             | ۴   | ۴    | ۶    | ۱۴    |
| بسکتبال           | ۴   | ۴    | ۴    | ۱۲    |
| هندبال            | ۴   | ۱    | ۱    | ۶     |
| واترپلو           | ۲   | ۲    | ۳    | ۷     |
| فوتبال            | ۲   | ۰    | ۳    | ۵     |
| تیراندازی با کمان | ۱   | ۳    | ۳    | ۷     |
| هاکی روی چمن      | ۰   | ۰    | ۲    | ۲     |
| مجموع (۲۳ sport)  | ۳۹۵ | ۳۱۹  | ۲۹۶  | ۱۰۱۰  |

### Medals by winter sport
| Sport            | طلا | نقره | برنز | مجموع |
| ---------------- | --- | ---- | ---- | ----- |
| اسکی صحرانوردی   | ۲۵  | ۲۲   | ۲۱   | ۶۸    |
| اسکیت سرعت       | ۲۴  | ۱۷   | ۱۹   | ۶۰    |
| اسکیت نمایشی     | ۱۰  | ۹    | ۵    | ۲۴    |
| دوگانه           | ۹   | ۵    | ۵    | ۱۹    |
| هاکی روی یخ      | ۷   | ۱    | ۱    | ۹     |
| لژسواری          | ۱   | ۲    | ۳    | ۶     |
| بابسلد           | ۱   | ۰    | ۲    | ۳     |
| اسکی پرش         | ۱   | ۰    | ۰    | ۱     |
| نوردیک ترکیبی    | ۰   | ۱    | ۲    | ۳     |
| اسکی آلپاین      | ۰   | ۰    | ۱    | ۱     |
| مجموع (۱۰ sport) | ۷۸  | ۵۷   | ۵۹   | ۱۹۴   |

## مدال‌ها به تفکیک جمهوری
در جدول زیر، مدال‌هایی که اعضای تیم‌های شوروی گرفته‌اند، به تفکیک مدال هر بازیکن (نه یک مدال برای کل تیم) آمده، چون معمولاً در هر تیم بازیکنانی از جمهوری‌های گوناگون شوروی حضور داشتند.
| رتبه            | کشور                                  | طلا  | نقره | برنز | مجموع |
| --------------- | ------------------------------------- | ---- | ---- | ---- | ----- |
| ۱               | جمهوری فدراتیو سوسیالیستی روسیه شوروی | ۷۰۵  | ۴۲۹  | ۴۰۳  | ۱۵۳۷  |
| ۲               | جمهوری سوسیالیستی اوکراین شوروی       | ۱۶۶  | ۱۰۸  | ۱۱۰  | ۳۸۴   |
| ۳               | جمهوری سوسیالیستی بلاروس شوروی        | ۴۹   | ۳۵   | ۲۸   | ۱۱۲   |
| ۴               | جمهوری سوسیالیستی گرجستان شوروی       | ۳۱   | ۲۱   | ۲۹   | ۸۱    |
| ۵               | جمهوری سوسیالیستی قزاقستان شوروی      | ۲۷   | ۱۷   | ۱۴   | ۵۸    |
| ۶               | جمهوری سوسیالیستی لیتوانی شوروی       | ۲۶   | ۱۵   | ۱۶   | ۵۷    |
| ۷               | جمهوری سوسیالیستی لتونی شوروی         | ۱۷   | ۲۸   | ۱۶   | ۶۱    |
| ۸               | جمهوری سوسیالیستی ارمنستان شوروی      | ۱۴   | ۱۶   | ۱۰   | ۴۰    |
| ۹               | جمهوری سوسیالیستی استونی شوروی        | ۱۰   | ۹    | ۱۰   | ۲۹    |
| ۱۰              | جمهوری سوسیالیستی تاجیکستان شوروی     | ۹    | ۰    | ۳    | ۱۲    |
| ۱۱              | جمهوری سوسیالیستی آذربایجان شوروی     | ۷    | ۱۸   | ۶    | ۳۱    |
| ۱۲              | جمهوری سوسیالیستی ازبکستان شوروی      | ۷    | ۷    | ۵    | ۱۹    |
| ۱۳              | جمهوری سوسیالیستی قرقیزستان شوروی     | ۶    | ۵    | ۲    | ۱۳    |
| ۱۴              | جمهوری سوسیالیستی مولداوی شوروی       | ۳    | ۶    | ۳    | ۱۲    |
| ۱۵              | جمهوری سوسیالیستی ترکمنستان شوروی     | ۳    | ۲    | ۱    | ۶     |
| مجموع (۱۵ کشور) | مجموع (۱۵ کشور)                       | ۱۰۸۰ | ۷۱۶  | ۶۵۶  | ۲۴۵۲  |